# 이나가키 리이치로
이나가끼 리치로 (稲垣 理一郎)（いながき りいちろう, 1976년 6월 20일 출생 ）는 일본의 만화가·만화 원작자.만화 제작·판권 관리 회사 미국 스튜디오 대표이다.
"아이 쉴드 21" (アイシールド21) "Dr.STONE"및 "트릴리온 게임" 원작자이며, 도쿄도 출신이다. 여동생이 있다. 아내는 무대 여배우·성우인 이츠모토 오리에이다.

## 약력

### 학생
초등학생, 중학생 때는 개인용 컴퓨터로 게임을 만드는 것이 취미였다. 중학생 때 『만화도』를 읽고 만화업계에 장래에 들어갈 것을 결심한다.。高교생 때, 제3회 만화 고시엔(1994년)에 출장한다.

### 취직
만화 및 영화 제작사에 재직하며 작화도우미도 하고 있으며, 코믹스와 영화의 스탭 롤에 이나가키의 이름('이나가키 리이치로' 명의인지는 불명)이 실리기도 했다. 만화가 시절에 상을 받거나 '빅 코믹 스피릿'(소학관)으로 만화를 그렸다.

### 주간 소년 점프 이적
2001년 주간 소년 점프(집영사) 주최 상 스토리킹 7회 네임 부문에 독실한 아이쉴드 21을 응모해 사상 첫(결과적으로 유일) 대상을 수상한다. 단편 작화 무라타 유스케에 의해 만화화되어 게재되었다. 이후 아이쉴드21은 주간 소년점프 주간 연재가 결정됐다.아이쉴드21을 연재할 때 편집부가 직접 그림도 그리고 싶냐고 묻자 저는 소년만화 그림을 잘 못 그려요.네임에 집중하고 그림은 잘 그리는 사람에게. 그 편이 무조건 좋은 것을 할 수 있다!"고 답하며 만화 원작가에 전념하겠다는 뜻을 전했다. 이에 따라 무라타 유스케가 독서와 마찬가지로 작화를 담당한다.
2006년, 제71회 테즈카상 심사원을 토리야마 아키라, 오다 에이치로, 테즈카 프로덕션, 당시 『주간 소년 점프』편집부 편집장인 이바라키 마사히코와 함께 맡는다.

## 인물

### 만화 관계
과거 청년지 빅 코믹 스피릿의 만화가였던 것에서 원작자이면서 그림도 어느 정도 그릴 수 있다.그래서 '아이쉴드 21'의 이름에는 인물의 얼굴과 표정이 자세히 그려져 있다. 사인을 부탁 받았을 때는, 이나카키 나름의 「아이 쉴드 21」캐릭터도 곁들인다.
빅 코믹 스피릿 시대의 편집과는 주간 소년 점프 이적 후에도 교류가 있다.그 밖에도 몇몇 편집부와의 관계를 가진다.과거에 신세를 진 사람에게는 재미있는 만화를 그려서 보답하고 싶다고 말하고 있다.
자신이 제작사에서 작화를 했던 경험 때문에 '스태프'에게, '보조'라는 뜻의 '어시스턴트'라는 말에는 난색을 표하고 배경 등을 그리는 것도 훌륭한 창작 활동이라는 생각에서 영화와 마찬가지로 '미술스태프' 등으로 불러야 한다고 생각한다. 스탭에게 경의를 표하고 있으며, 이나가키의 만화 '아이 쉴드 21'에서는 자신이 원작가이기 때문에 스탭은 사용하지 않지만, 무라타의 작화에서는 사용하기 때문에 스탭의 보람으로도 이어진다는 생각에서 '아이 쉴드 21'의 단행본에서는 반드시 스탭 롤을 붙이고 있다.
제71회 테즈카상에서는 다른 심사원과 함께 스케노 요시아키의 재능을 발견하고 대상을 냈다.
가장 존경하는 만화가는 후지코 후지오 A와 후지코 F 후지오의 양 후지코 후지오이다. 이나가키가 만화업계로의 진로를 잡는 계기가 된 '만화도'를 그린 두 사람을 만나는 것이 숙원이며, 심사원을 맡고 있어 초대받은 테즈카상 파티에 와 있던 후지코 후지오 A에게 인사를 해 소원을 이루었다.
영화·만화는 왕도가 있는 오락으로 여기고 있어 소년만화업계에 '소년 메인으로 웃긴' 왕도 소년만화 히트작이 계속 나오지 않는다'고 걱정하고 있다. 2008년 고단샤가 소년용 만화 잡지 '월간 소년 라이벌'을 창간했을 때는 출판 불황을 겪으면서도 소년을 위한 새로운 만화 잡지를 창간하는 자세로 '주간 소년 점프'의 경쟁 잡지이면서 응원을 보내고 있다.

### 취미 등
게임은 이나가키의 취미중 하나이다.초중등 컴퓨터 게임을 만드는 취미는 '아이쉴드21'을 연재한 이후에도 계속되고 있으며 카드게임 '꼭두각시' 프로그램을 핫소프로세서리로 만들어 인터넷 게임으로 만들어 친구들과 놀고 있다.시간이 없으면서 Wii 발매일에 완구점에 1시간 전에 줄을 서서 사고, Wii의 캐리커처 채널에서 '아이쉴드 21' 캐릭터의 캐리커처 그림을 만들어 Mii 콘테스트 채널에서 공개한다. 그 밖에도 닌텐도 DS용 소프트 '퀴즈 매직 아카데미 DS'를 구입하여 인터넷으로 전국 대전하고 있다. 현재는 드래곤 퀘스트 X를 플레이하고 있으며, 2013년 8월 3일에 싱글벙글 생방송으로 전달된 「드래곤 퀘스트 X TV~1주년 고마워 스페셜!~」에서는 응원 메시지를 기고했다.
"아이쉴드 21"의 연재를 안고 31세에 보통 자동차 면허를 땄다.

## 미국 스튜디오
아이쉴드21 제작을 위해 만화 원작 제작 판권관리회사 미국 스튜디오를 설립하고 있다.개인보다 법인 쪽이 세금 혜택을 더 많이 받기 때문에, 수입이 더 커진 만화가들은 만화 제작 및 판권 관리 회사를 설립할 수도 있다.이나가키의 경우도 만화 원작이기 때문에 어시스턴트는 없지만 법인화돼 있다.
"미국 스튜디오"의 이름에는 미식축구의 일본 최고전 라이스볼, 미식축구를 소재로 한 만화이기 때문에 미국의 약칭 '미국', 그리고 가장 크게는 이나가키 리이치로의 벼 등의 의미가 담겨 있다. 아이쉴드21의 작화 무라타 유스케 역시 만화제작 판권관리회사 빌리지 스튜디오를 설립했다.이나가키의 「미 스튜디오」 및 무라타의 「빌리지 스튜디오」의 회사명은, 애니메이션이나 게임등의 저작권 표시로 볼 수 있다.

## 수상 경력
- 2001년 - 『주간 소년 점프』51호에서 제7회 스토리킹 네임 부문 킹 수상 56p (스토리킹 사상 최초 킹)
- 2019년 - 제64회 쇼가쿠칸 만화상 소년을 위한 부문(Dr.STONE)

## 작품 목록
- 몇 번이라도 6월 13일 (2001년, 『빅 코믹 스피릿』증간 새스님 10월 1일 Vol.2에 게재)
- 스퀘어 프리즈 (2001년, 『빅 코믹 스피릿』51호에 게재)
- LOVE LOVE 산타 (2002년, 『빅 코믹 스피릿』 증간 新 22월 1일 Vol.4에 게재)
- 아이쉴드21 (독절) (2002년, 『주간소년점프』 14호, 2002년 『주간소년점프』 15호에 게재)작화 : 무라타 유스케
- 아이 쉴드 21 (2002년, 『주간 소년 점프』34호-2009년 29호) 작화 : 무라타 유스케
- KIBA & KIBA (2010년, 『주간 소년 점프』30호) 작화: 펑 스크루
- 걱정 괴도 NOFACE (2011년, 『주간 영 점프』1호) 작화: 마쓰이 카츠노리
- 켄타우리 동물원 (2014년, 『점프 개』2월호·3월호) 작화: 마츠이 카츠노리
- 주먹다짐 (2015년, 『빅 코믹 스페셜』17호·18호) 작화 : 이케가미 료이치
- Dr.STONE (2017년, 『주간 소년 점프』17호-2022년 14호) 작화: Boichi
- 트릴리온 게임 (『빅 코믹 스페셜』2021년 1호-연재중) 작화 : 이케가미 료이치

## 출연 매체
- 2007년 7월 15일 : 아사히 신문 《만화의 힘》 - 인터뷰
- 2017년 7월 29일 · 8월 5일 : 《샌드위치맨의 주간 라디오 점프》 (TBS 라디오) - 게스트 출연
- 2018년 8월 27일 : 《만도 코바야시》 (CS 후지 TV ONE) - 게스트 출연

## 같이 보기
- 만화 원작자
- 일본의 만화가 목록
- 도쿄도 출신의 인물 목록